# (19174) 1991 NS6
(19174) 1991 NS6 là một tiểu hành tinh vành đai chính. Nó được phát hiện bởi Henri Debehogne ở Đài thiên văn La Silla ở Chile ngày 11 tháng 7 năm 1991.